# Coup d'État de 2005 au Népal
Le coup d'État de 2005 au Népal est survenu le 1er février 2005 lorsque des membres démocratiquement élus du parti au pouvoir du pays, le Congrès népalais, ont été renversés par le roi du Népal Gyanendra. Le parlement a été rétabli en 2006, lorsque le roi a accepté de renoncer au pouvoir absolu à la suite du Loktantra Andolan. Le coup d'État a été condamné par l'Inde, le Royaume-Uni et les États-Unis.

## Contexte
Le gouvernement népalais était auparavant dirigé comme une monarchie absolue à la suite du coup d'État népalais de 1960 dirigé par le roi Mahendra jusqu'à ce qu'il devienne une monarchie constitutionnelle en 1991 sous le règne du roi Birendra. Le roi Gyanendra est arrivé au pouvoir après le massacre de la famille royale du Népal lors duquel dix membres de la famille royale, dont le roi Birendra, la reine Aishwarya et le prince héritier Dipendra ont été tués. Le roi avait précédemment limogé trois gouvernements à partir de 2002. La guerre civile népalaise menée par les maoïstes faisait toujours rage avec plus de 11 000 morts. Le Népal n'avait pas de parlement depuis 2002 et la popularité de Gyanendra avait chuté.

## Coup d'État
Le 1er février 2005, lorsque le roi Gyanendra a déclaré l'état d'urgence et dissous le parlement du Népal,, les membres du parlement ont été assignés à résidence, les principaux droits constitutionnels ont été suspendus, les soldats ont imposé une censure complète et les communications ont été coupées.
Le coup d'État a été condamné par l'Inde, le Royaume-Uni et les États-Unis. Le roi a ensuite régné jusqu'au 24 avril 2006, date à laquelle il a accepté de renoncer au pouvoir absolu et a rétabli la Chambre des représentants dissoute à la suite du Loktantra Andolan,.